# Dolnik (gmina Krajenka)
Dolnik (niem. Dolnick) – wieś w Polsce położona w województwie wielkopolskim, w powiecie złotowskim, w gminie Krajenka przy linii kolejowej nr 203 Tczew – Kostrzyn.
W latach 1954–1968 wieś należała i była siedzibą władz gromady Dolnik, po jej zniesieniu w gromadzie Krajenka. W latach 1975–1998 miejscowość administracyjnie należała do województwa pilskiego.
Według danych z 1 stycznia 2011 roku wieś liczyła 165 mieszkańców.
We wsi pozostałości cmentarza ewangelicko-augsburskiego z XIX wieku.